# Polymixis ruforadiata
Polymixis ruforadiata är en fjärilsart som beskrevs av Franz Dannehl 1925. Polymixis ruforadiata ingår i släktet Polymixis och familjen nattflyn. Inga underarter finns listade i Catalogue of Life.